# Orthocis lacernatus
Orthocis lacernatus là một loài bọ cánh cứng trong họ Ciidae. Loài này được Reitter miêu tả khoa học năm 1908.